# Hertford County
Hertford County är ett administrativt område i delstaten North Carolina, USA, med 24 669 invånare. Den administrativa huvudorten (county seat) är Winton.

## Geografi
Enligt United States Census Bureau har countyt en total area på 933 km². 915 km² av den arean är land och 19 km² är vatten.

### Angränsande countyn
- Southampton County, Virginia - nord
- Gates County - öst
- Chowan County - sydost
- Bertie County - syd
- Northampton County - väst